# Дністровський інститут економіки і права
47°45′30.79″ пн. ш. 27°55′6.54″ сх. д. / 47.7585528° пн. ш. 27.9184833° сх. д.
Дністровський інститут економіки і права (Institutul Nistrean de Economie şi Drept) — недержавний ВНЗ Республіки Молдова, акредитований державою.
Інститут засновано в 1995 році. До 1998 — філія Московського інституту підприємництва та права.
Дністровський інститут економіки і права є членом Міжнародної кадрової академії при ЮНЕСКО. Лауреат премії США «Факел Бірмінгема» (1997).